# سنايا (حزم العدين)

تعديل مصدري - تعديل

سنايا محلة تابعة لقرية الأحطوب، التابعة لعزلة الاجعوم بمديرية حزم العدين إحدى مديريات محافظة إب في الجمهورية اليمنية، بلغ تعداد سكانها 299 حسب تعداد اليمن لعام 2004.